# Rough (gruppo musicale)
I Rough erano un gruppo musicale formatosi a Torino ad inizio anni ottanta.
Vengono considerati, con i bolognesi Nabat, tra le prime e più importanti band Oi! italiane.

## Storia
Si formano nel 1981 ed iniziano rivisitando brani classici del punk inglese. Vengono individuati subito da Giulio Tedeschi, noto pioniere dell'underground
musicale italiano, che nel febbraio dell'anno dopo produrrà per la Meccano Records un EP 7" conosciuto come Torino è la mia città, dal titolo di uno dei 4 brani inediti presentati. Il debutto discografico coincide con il periodo di maggiore notorietà: recensioni sulle riviste specializzate, interviste, concerti. Dopo alcuni cambi di formazione la band si scioglie nel 1984.
Ad inizio anni novanta il brano Torino è la mia città diventerà, dopo essere stato reinterpretato da alcune band locali, molto popolare nei Paesi Baschi.
Piero Maccarino, primo cantante della band, muore prematuramente nel maggio del 1999. A lui è dedicato il brano degli Statuto "Un fiore nel cemento". Il batterista Nicola Paparella attualmente milita negli Africa Unite come percussionista ed è più conosciuto come Papa Nico.

## Discografia
| Anno | Label           | Titolo     | Formato  |
| ---- | --------------- | ---------- | -------- |
| 1982 | Meccano Records | Rough      | EP       |
| 2003 | SOA records     | Indelebile | CD Album |

## Compilation
| Anno | Label                  | Titolo                     | Formato |
| ---- | ---------------------- | -------------------------- | ------- |
| 1985 | C.A.S. records         | Quelli che urlano ancora   | LP      |
| 1991 | Havin' A Laugh Records | Oi! Siamo ancora qui!!     | LP      |
| 1998 | Gema                   | Killed by italian skinhead | EP      |